# 2005年中國網球公開賽
2005年中國網球公開賽為第7屆中國網球公開賽，是ATP巡迴賽中的國際系列賽和WTA是二級錦標賽，於9月22日至9月28日在中國北京舉行。

## 冠軍得主

### 男子單打
拉斐爾·納達爾 擊敗  吉列尔莫·科里亚（5-7, 6-1, 6-2）

### 女子單打
瑪麗亞·姬莉蘭歌 擊敗  安娜·蓮娜·歌恩菲特（6-3, 6-4）

### 男子雙打
賈斯汀·吉梅爾斯托布 /  納坦·海利 擊敗  德米特里·圖爾蘇諾夫 /  米哈伊爾·尤日尼（4-6, 6-3, 6-2）

### 女子雙打
努里亞·利亞戈斯特拉·維維斯 /  瑪麗亞·文托-卡布奇 擊敗  晏紫 /  鄭潔（6-2, 6-4）

## 外部連結
- 官方網址（页面存档备份，存于）